# Hemipenaeus
Hemipenaeus is een geslacht van kreeftachtigen uit de klasse van de Malacostraca (hogere kreeftachtigen).

## Soorten
- Hemipenaeus carpenteri Wood-Mason & Alcock, 1891
- Hemipenaeus spinidorsalis Spence Bate, 1881